# Olaszfa
Olaszfa là một thị trấn thuộc hạt Vas, Hungary. Thị trấn này có diện tích 16,54 km², dân số năm 2010 là 444 người, mật độ 27 người/km².